# 51827 Laurelclark
51827 Laurelclark este o planetă minoră (asteroid), cu un diametru de 6,005 km, din centura de asteroizi. A fost descoperită pe 20 iulie 2001 la Observatorul Palomar de Near Earth Asteroid Tracking și a fost numită după Laurel Clark. 
Obiectul prezintă o orbită caracterizată de o semiaxă mare de 3,0345663687383 UAi, o excentricitate de 0,15, o înclinație de 10,231 ° în raport cu ecliptica.